# کانتها چورا
کانتها چورا (به لاتین: Kantha Chora) یک منطقهٔ مسکونی در بنگلادش است که در ناحیه برگونه واقع شده‌است.